# 利済北路駅
座標: 北緯30度34分48秒 東経114度14分53秒 / 北緯30.58000度 東経114.24806度
利済北路駅（りさいほくろえき）とは中華人民共和国湖北省武漢市礄口区に位置する武漢地下鉄1号線の駅である。

## 駅構造
- 相対式ホーム2面2線を有す高架駅。

## 駅周辺
- 武漢中山公園
- 新世界百貨店
- 武漢世界貿易ビル

## 歴史
- 2004年7月28日 - 開業。

## 隣の駅
武漢地下鉄
■1号線
友誼路駅 - 利済北路駅 - 崇仁路駅